# 八幡市立八幡第三小学校
八幡市立八幡第三小学校（やわたしりつ やわただいさんしょうがっこう）は、京都府八幡市男山美桜にあった公立小学校。

## 概要
1970年代の男山団地建設に伴う人口増加に対応するために開校した。児童数急増により1980年に八幡市立八幡第五小学校を分離・新設したが、近年の少子高齢化により2008年に本校と再統合され閉校した。統合後の新設校は八幡市立さくら小学校と名付けられ、旧八幡第三小学校の校地を使用している。

## 沿革
- 1974年（昭和49年）4月1日 - 八幡町立八幡第三小学校開校
- 1977年（昭和52年）11月1日 - 綴喜郡八幡町の市制施行に伴い八幡市立八幡第三小学校設立
- 1980年（昭和55年）4月1日 - 八幡市立八幡第五小学校を分離新設
- 1990年（平成2年）9月1日 - 給食室にオーブンを導入
- 2000年（平成12年） - コンピューター教室設置、米飯給食の自校炊飯開始
- 2002年（平成14年） - 校内LAN整備
- 2006年（平成18年）2月1日 - 玄関をオートロック化[1]
- 2008年（平成20年）
  - 不明 - 耐震補強、老朽改修工事完了
  - 不明 - ｢小学生クラス対抗30人31脚全国大会｣3位入賞
  - 3月31日 - 八幡市立八幡第五小学校と再統合し閉校

## 周辺施設
- 八幡市立八幡第三幼稚園
- さくら近隣公園

## 旧校区
- 男山美桜
- 男山泉
- 男山八望
- 男山笹谷(東側)

## 交通アクセス
- 鉄道利用
  - 京阪本線樟葉駅下車
- バス利用
  - 京阪バス「さくら小学校前」下車